# AL Amyloidose
Amyloid Let-kæde amyloidose, kort AL Amyloidose, skyldes aflejring af små proteiner, Kappa eller Lambda lette kæder. Sygdommen opstår når de celler der skal producere anti-stoffer ikke fungerer korrekt og producerer abnormt store mængder af enten kappa eller lambda lette kæder.
Ved AL Amyloidose fører celleforandringer til at proteinet har misdannelser som gør at det kan aflejre sig i vævet i forskellige organer.
Det er en alvorlig sygdom hvor den gennemsnitlige overlevelse fra diagnosen, uden behandling, typisk er ca. 15 måneder
Med højdosis kemoterapi efter et induktionsforløb og afsluttet med stamcelletransplantation ses en median forøgelse af overlevelsen på 60 måneder.
Sygdommen er meget sjælden og den forventes i Danmark at ramme en ud af 100.000.
AL Amyloidose anses normalt som uhelbredelig og selv om AL Amyloidose har en del fællestræk i forhold til myelomatose er det ikke en kræftsygdom. Behandlingen af AL Amyloidose er i mange tilfælde også sammenfaldende med de behandlinger der også anvendes til myelomatose. Prognose og overlevelse er dog generelt bedre end ved myelomatose.
Sygdommen opdages, på grund af de diffuse symptomer og på grund af sygdommens sjældenhed, ofte meget sent.

## Symptomer
I en del tilfælde opdages sygdommen på grund af formindsket nyrefunktion. Blandt de symptomer patienten typisk oplever er:
- Træthed, forpustethed
- Neuropati (nerveskader)
- Karpaltunnelsyndrom
- Underernæring og vægttab
- Diarré
- Blødninger i tarmen, slimhinder eller i huden
- Ødemer
- Nyresvigt
- Hjertepåvirkning
- Lavt blodtryk

Dette er dog kun. nogle af de mulige symptomer og skader.

## Undersøgelser og diagnose
Ved mistanke om AL Amyloidose vil man ofte foretage blodprøver og se efter M-komponent og mængden af Kappa/Lambda korte kæder i blodet.
Biopsier kan være fra knoglemarv, tarm, nyre og ofte i det subkutane fedtvæv i maveregionen.
CT og MRI scanninger kan også anvendes for at finde amyloide aflejringer.

## Behandling
Det er vigtigt at stoppe sygdommen for derved at undgå yderligere organskader.
For patienter der kan tåle det vil første behandling typisk være højdosis kempterapi med melphalan efterfulgt af stamcelletransplantation.
Ældre patienter og yngre patienter der ikke formodes at kunne tåle højdosis kemoterapi og stamcelletransplantation forsøger man at behandle med enten kemoterapier eller andre behandlingstyper som fx bortezomib, thalodomid, lenalidomid, oftest i kombination med dexamethason.
På det seneste har nyudviklede mediciner vist sig at kunne forbedre prognosen. Det gælder især for Daratumumab når dette anvendes som supplement til standardbehandlingen
Aktuelt er Darzalex i 2021 også af FDA blevet godkendt til behandling af myelomatose og forventes efterfølgende godkendt af EMA og dermed også at blive en mulig faktor i behandlingen af sygdommen i Danmark

### Links
- Sundhed.dk
- Orphanet Journal of Rare Diseases
- Safety, tolerability, and response rates of daratumumab in relapsed AL amyloidosis: results of a phase 2 study
- Dansk officiel FaceBook gruppe for AL Amyloidose patienter og pårørende under Dansk Myelomatoseforeing.